# 정남중학교
정남중학교(正南中學校)는 대한민국 경기도 화성시 정남면 신리에 있는 공립 중학교이다.

## 학교 연혁
- 1961년 4월 20일 : 수원북중학교 정남분교 인가
- 1963년 2월 9일 : 정남중학교 3학급 인가(개교)
- 1963년 3월 28일 : 초대 신태열 교장 취임
- 2001년 12월 30일 : 본관 건물 증축 및 리모델링, 서관 1층 증축
- 2002년 3월 15일 : 급식소 및 식당 개식
- 2002년 11월 19일 : 서관 2층 증축(음악실, 시청각실, 상담실, 수준별 교실, 교사 휴게실)
- 2004년 9월 23일 : 정남 꿈누리 도서관 개관
- 2007년 7월 1일 : 사격 공기권총부 창단
- 2007년 11월 27일 : 인조잔디구장 완공
- 2009년 2월 12일 : 체육관, 시청각실, 음악실, 미술실 완공
- 2010년 3월 1일 : 특수학급 신설
- 2011년 3월 25일 : 사격 공기소총부 재창단
- 2014년 3월 1일 : 경기도교육청 혁신학교 선정(2014.3~2018.2)
- 2015년 3월 1일 : 교육부 요청 안전교육 연구․시범학교 운영
- 2022년 3월 1일 : 혁신학교 재지정(2022.3 ~ 2026.2)
- 2024년 1월 6일 : 제61회 졸업식(42명) 총 6,819명
- 2024년 3월 1일 : 제23대 홍명수 교장 취임
- 2024년 3월 4일 : 제64회 입학식(신입생 41명 입학)

## 참고 자료
- 정남중학교 - 한국교육학술정보원 학교알리미